# NarusInsight
NarusInsight — суперкомпьютерная система шпионажа кластерного класса, предназначенная для прослушивания и анализа данных сетевого трафика в Интернете. Производится компанией Narus, подразделением корпорации Boeing. Система представляет собой большое количество объединенных в кластер компьютеров, которые установлены в ЦОД провайдеров в США и ряде других стран. Как вспомогательные узлы поставки данных для NarusInsight в США используется система Carnivore. Оператором системы в США является ФБР, пользователями — все федеральные агентства США.

## Описание и функции
NarusInsight поддерживает следующие возможности:
- масштабирование для анализа больших и сверхбольших IP-сетей (Интернет);
- высокоскоростная обработка пакетов, достаточная для анализа информации о действиях пользователей практически в реальном времени;
- глубокая обработка данных искусственным интеллектом: нормализация, корреляция, агрегация и анализ, создающие информационные модели как отдельных пользователей, так и элементов информационных систем и их протоколов и приложений с возможностью анализа моделей в реальном времени;
- отслеживание индивидуальных пользователей и определение того, какими программами они пользуются, распознавание вводимых ими данных, в том числе посредством браузеров, системы мгновенных сообщений (ICQ, MS Messenger и др.), электронной почты;
- анализ действий пользователей, в том числе: какие именно сайты посещаются и какие страницы просматриваются, что пользователи пишут в почте, заполняя Web-формы. Система позволяет понять, как действия разных пользователей связаны друг с другом, например, какие пользователи, посещающие разные сайты, ссылаются в своих сообщениях на одни слова, реквизиты документов и т. п.

NarusInsight может быть сконфигурирован не только для слежки, но и для блокирования зашифрованных соединений пользователей, к примеру, таких, какие может создать Skype.
Перехваченные потоки данных следуют в специальный центр их обработки NarusInsight Intercept Suite, где сохраняются и подвергаются обработке.
Другие функции NarusInsight включают возможность просматривать перехваченные видео- и аудиопотоки (то есть VoIP), восстановить веб-страницы с их содержимым, которые увидели пользователи в закрытых частях сайтов, произвести анализ текстов электронных писем и вложенных в них документов, отследить содержание документов, передаваемых через FTP и Torrent. Tакие партнерские решения для NarusInsight, как Pen-Link, позволяют восстановить из перехваченных данных различные дополнительные документы в разных форматах, другие решения позволяют автоматически определить признаки активностей, связанных с незаконной деятельностью пользователей.
Одна машина NarusInsight может мониторить канал емкостью 10 Гбит/сек, что эквивалентно трафику примерно 39 тыс. пользователей, подключенных по DSL-линиям, или 195 тыс. пользователей, подключенных через мобильный интернет. Однако заявленные характеристики на практике превышаются, так как индивидуальный пользователь обычно не загружает канал связи по максимуму, и 10 Гбит/с одной машины NarusInsight позволяет мониторить до нескольких миллионов человек.
Согласно пресс-релизу 2007 года, NarusInsight Intercept Suite является «де-факто стандартом для прослушивания траффика и восстановления в реальном времени электронной переписки и данных, вводимых на Web-сайтах». Хотя трафик большинства сайтов критичных к безопасности зашифрован через HTTPS, NarusInsight может получить доступ к расшифрованным текстам при установке в ЦОД провайдера.
Система также проводит семантический анализ структуры веб-трафика, цель этого анализа не раскрывается в публичных документах и доступна агентам спецслужб.

## Критика
Система NarusInsight находится под критикой правозащитников, в частности после её установки у провайдера AT&T в Сан-Франциско был инициирован судебный процесс от имени Electronic Frontier Foundation против AT&T..
До 1 июня 2015 года правомочность использования системы в США обеспечивается законом «Патриотический акт».
В России и Евросоюзе сайтам законодательно запрещено хранить персональную информацию на ЦОД в США, как мера противодействия прослушиванию NarusInsight и Carnivore.